# La Hoz de la Vieja
La Hoz de la Vieja é um município da Espanha na província de Teruel, comunidade autónoma de Aragão. Tem 43,67 km² de área e em 2021 tinha 91 habitantes (densidade: 2,1 hab./km²).

## Demografia
| Variação demográfica do município entre 1991 e 2004 | Variação demográfica do município entre 1991 e 2004 | Variação demográfica do município entre 1991 e 2004 | Variação demográfica do município entre 1991 e 2004 |
| --------------------------------------------------- | --------------------------------------------------- | --------------------------------------------------- | --------------------------------------------------- |
| 1991                                                | 1996                                                | 2001                                                | 2004                                                |
| 171                                                 | 139                                                 | 123                                                 | 108                                                 |